# 日本製薬工業協会
日本製薬工業協会（にほんせいやくこうぎょうきょうかい、英: Japan Pharmaceutical Manufacturers Association）は、新薬メーカー等、研究開発志向型の製薬会社による業界団体。略称は製薬協およびJPMA。
製薬会社71社が加盟し、16の委員会により、製薬業界に関する各種取り組みを行う。

## 概要
- 所在地 - 〒103-0023 東京都中央区日本橋本町2-3-11 日本橋ライフサイエンスビルディング7F
- 会長 - 上野裕明（田辺三菱製薬株式会社 代表取締役）
- 理事長 - 木下賢志（元地方創生総括官）
- 専務理事 - 森　和彦
- 常務理事 - 石田　佳之、中川　祥子
- 設立 - 1968年（昭和43年）
- 会員 - 71社（2019年2月18日現在）
- 自主基準 - 製薬協企業行動憲章、製薬協コンプライアンス・プログラム・ガイドライン、製薬協コード・オブ・プラクティス、企業活動と医療機関等の関係の透明性ガイドラインなど、製薬協として活動指針となり、会員企業の規範となる基準を制定する。
- 委員会等
  - コード・コンプライアンス推進委員会 - 製薬協会員会社におけるコンプライアンスの推進を図るとともに、製薬協コード・オブ・プラクティスを管理運営し、且つ会員会社のコード遵守推進活動を支援します。
  - コード委員会 - 製薬協コード・オブ・プラクティス、医療用医薬品プロモーションコード、企業活動と医療機関等の関係の透明性ガイドライン等の周知・整を行う。
  - 流通適正化委員会 - 医薬品流通の透明化・効率化に関する取り組みを行う。
  - 医薬品評価委員会 - 新薬の開発、市販後の安全対策、適正使用にかかる方策の的確化を図るための政策提言活動を行う。
  - 薬事委員会 - 薬事法の運用や医薬品の承認審査など、薬事行政に対する政策提言活動を行う。
  - 品質委員会 - 医薬品の品質の信頼性向上や医薬品の製造技術の調査研究などを行う。
  - 知的財産委員会 - 知的財産の創造・保護に関する取り組みを行う。
  - 研究開発委員会 - 創薬研究のための基盤整備、人材育成、産学連携の推進などを行う。
  - 貿易委員会 - 医薬品や医薬品中間体の輸出入や関税に関する諸問題に対処する。
  - 国際委員会 - 各国の製薬団体や公的機関との連携、発展途上国の支援などを行う。
  - 環境安全委員会 - 地球環境・労働安全環境の整備の実施。
  - 広報委員会 - 各種広報活動の実施。
  - 患者団体連携推進委員会 - 患者団体と積極的に意見交換を行って相互理解を図り、患者視点に立った取り組みを検討し、患者団体とのより良い協働を図る。
  - 製品情報概要委員会 - 会員各社の製品情報や広告の自主審査を行う。
  - くすり相談対応検討会 - 消費者へのくすり相談態勢の整備を行う。
  - 医薬産業政策研究所 - 総合的な政策研究・調査研究などを行う。
  - 医薬出版センター - 各委員会の研究成果の出版、セミナー・講演会の代替運営。
- 連携団体
  - 医薬品企業法務研究会(略称医法研) - 医薬品企業や医療機器、再生医療等製品を取扱う企業等の法務、コンプライアンス、薬事規制等に関する唯一の研究団体で、業界のシンクタンクとして、研究・啓発・研修等を行う。法務、企業倫理、薬事、知的財産などの担当者が参加する11の常設研究部会を設置し(東京に8、大阪に2、両方に活動拠点を有するもの1)、また、時宜を得た研究テーマについては、特別研究部会を設ける。会員会社、法曹、学識経験者その他の専門家、他の業界団体、業界を取り巻くステークホルダーと連携し、研究成果等を月例会や機関誌「リーガルマインド」で発表する。会員企業は製薬協加盟の新薬メーカーのほか、OTCメーカー、兼業メーカー、ジェネリックメーカー、ホールセラー、CRO、再生医療等製品・医療機器メーカー、バイオ企業等（2018年3月現在、95社、307名）。製薬協の製薬協コンプライアンス・プログラム・ガイドライン制定等、業界団体の活動にも協力している。